# Melampyrum indicum
Melampyrum indicum är en snyltrotsväxtart som beskrevs av Joseph Dalton Hooker och Thoms.. Melampyrum indicum ingår i släktet kovaller, och familjen snyltrotsväxter. Inga underarter finns listade i Catalogue of Life.